# Hongrie aux Jeux olympiques de 1900
La Hongrie participe aux Jeux olympiques de 1900 à Paris en France avec 17 athlètes dans quatre sports. Bien que la Hongrie faisait partie de l'Autriche-Hongrie, les résultats des compétiteurs hongrois sont séparés de ceux des Autrichiens.
Le nageur Zoltán von Halmay s'illustra particulièrement.

## Tous les médaillés
| Sport            | Discipline   | Sportifs | Performance |
| Médailles d’or 1 |              |          |             |
| Athlétisme       |              |          |             |
| Lancer du disque | Rudolf Bauer | 36,04 m  |             |

| Sport                | Discipline        | Sportifs | Performance |
| Médailles d’argent 2 |                   |          |             |
| Natation             |                   |          |             |
| 200 m nage libre     | Zoltán von Halmay |          |             |
| 4000 m nage libre    | Zoltán von Halmay |          |             |

| Sport                 | Discipline        | Sportifs | Performance |
| Médailles de bronze 2 |                   |          |             |
| Natation              |                   |          |             |
| 1000 m nage libre     | Zoltán von Halmay |          |             |
| Athlétisme            |                   |          |             |
| Saut en hauteur       | Lajos Gönczy      | 1,75 m   |             |